# Colpochila bicolor
Colpochila bicolor är en skalbaggsart som beskrevs av Blackburn 1890. Colpochila bicolor ingår i släktet Colpochila och familjen Melolonthidae. Inga underarter finns listade i Catalogue of Life.